# Exilisia fletcheri
Exilisia fletcheri är en fjärilsart som beskrevs av De Toulgoët 1956. Exilisia fletcheri ingår i släktet Exilisia och familjen björnspinnare. Inga underarter finns listade i Catalogue of Life.